# Heliotropium pycnophyllum
Heliotropium pycnophyllum är en strävbladig växtart som beskrevs av Rodolfo Amando Philippi. Heliotropium pycnophyllum ingår i Heliotropsläktet som ingår i familjen strävbladiga växter. Inga underarter finns listade i Catalogue of Life.